# Lucia Kimani
Lucia Mwihaki Kimani, née le 21 juin 1981 à Kajiado au Kenya, est une athlète kényane naturalisée bosnienne en avril 2006.

## Carrière
Elle est 42e du marathon féminin aux Jeux olympiques d'été de 2008. Elle participe au marathon féminin aux championnats du monde d'athlétisme 2011 et au marathon féminin aux Jeux olympiques d'été de 2012, mais ne finit pas la course. La même année, elle remporte le marathon de Cracovie. Elle termine 116e du marathon féminin aux Jeux olympiques d'été de 2016.
Elle remporte le Marathon de Skopje en 2014.